# Oto Grigalka

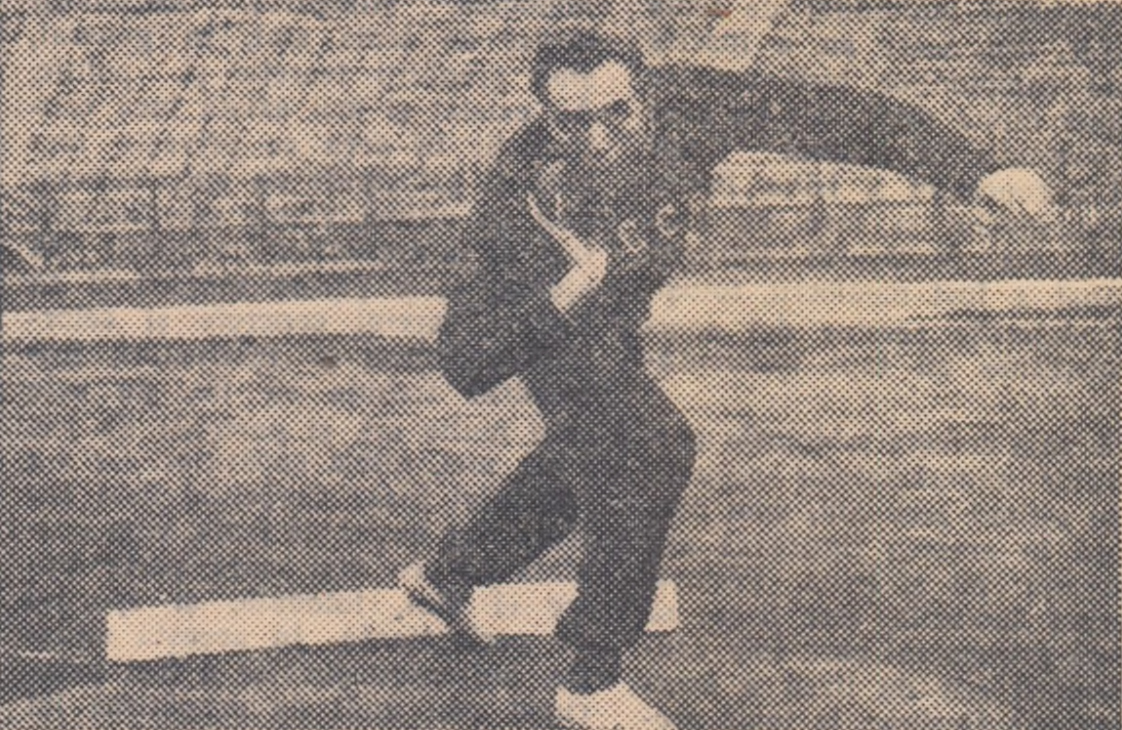
Oto Grigalka (1955)

Oto Grigalka (russisch Отто Янович Григалка, Otto Janowitsch Grigalka; * 28. Juni 1925 in Saikava bei Madona; † 8. Februar 1993 ebenda) war ein lettischer Kugelstoßer und Diskuswerfer, der für die Sowjetunion startete.
Bei den Europameisterschaften 1950 in Brüssel gewann er Bronze im Kugelstoßen, und bei den Olympischen Spielen 1952 in Helsinki wurde er Vierter im Kugelstoßen und Sechster im Diskuswurf.
Einer Silbermedaille im Kugelstoßen und einem sechsten Platz im Diskuswurf bei den Europameisterschaften 1954 in Bern folgte bei den Olympischen Spielen 1956 in Melbourne ein fünfter Platz im Diskuswurf.
Oto Grigalka war mit der Hochspringerin Marija Pissarewa verheiratet.

## Persönliche Bestleistungen
- Kugelstoßen: 17,20 m, 27. Juni 1954, Helsinki
- Diskuswurf: 56,94 m, 26. September 1958, Charkiw